# Хумидна клима
Хумидна клима (лат. humidus — „влажан”) или влажна клима је клима карактеристична за пределе где је укупна годишња количина падавина већа од износа испаравања на том простору. Овакви услови погодни су за развој површинских токова, па су стога речне мреже веома густе и богате водом. Ерозија је израженија него у другим областима. Најкарактеристичнија вегетација за пределе са хумидном климом су шуме.